# Branle

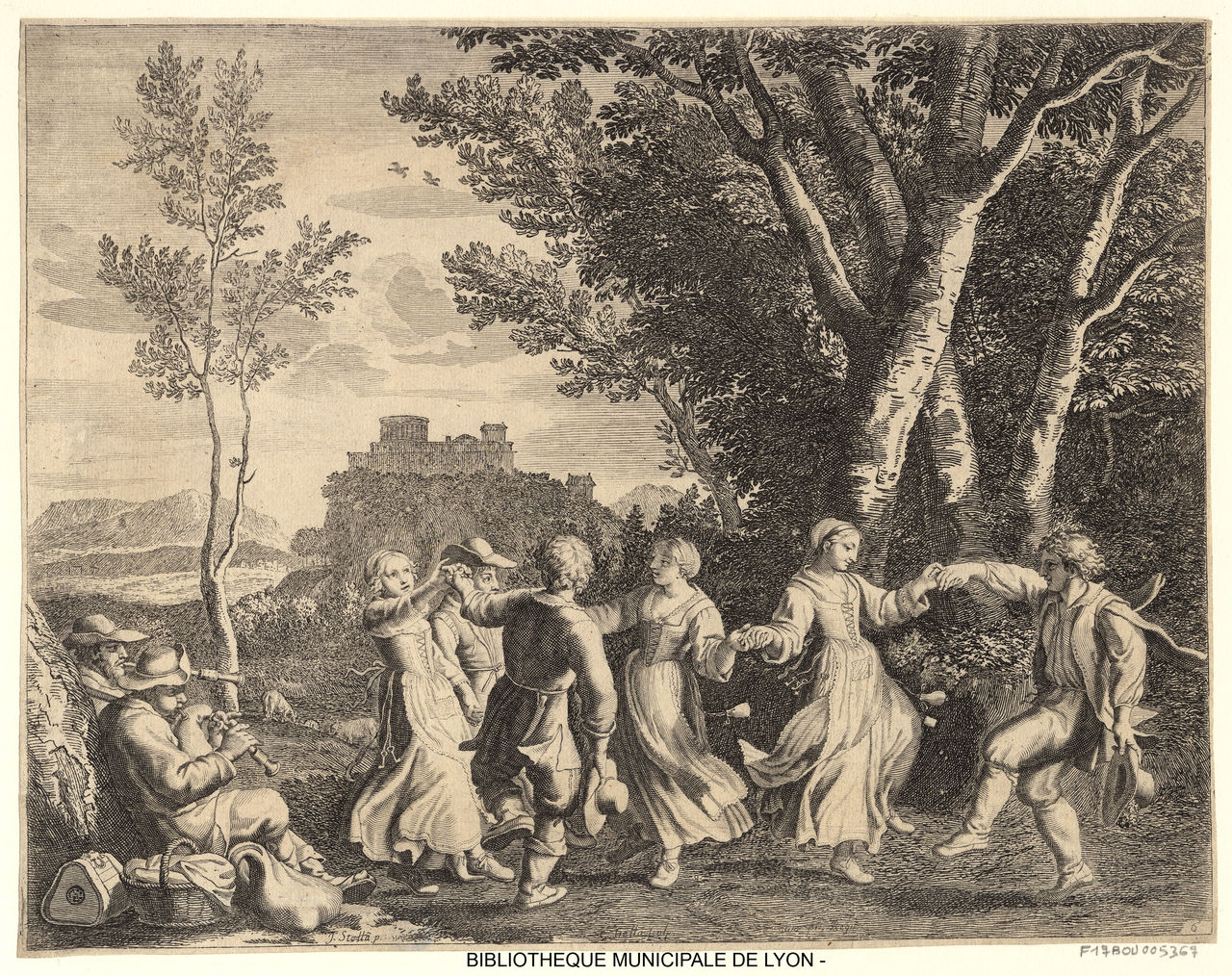
Claudin Bouzonnet-Stella: Le branle

Der Branle ([ˈbrɑ̃ːlə]; Mehrzahl: Branles) ist ein altfranzösischer Gruppentanz, bei dem eine Reihe von Tänzern eine (oft kreisförmige) Kette bildet und die Füße seitwärts setzt.

## Der Begriff des Branle und seine Geschichte
Die Bezeichnung Branle leitet sich von dem altfranzösischen Wort branler her, mit der Bedeutung „wiegen“, „schwanken“ oder „schaukeln“; im Englischen wir hierfür das Wort brawl verwendet (in England bekannt seit Heinrich VIII), im heutigen Französisch bransle, im Italienischen brando und im Spanischen bran. Dieser Terminus erscheint erstmalig in der zweiten Hälfte des 15. Jahrhunderts in Quellen, die ein bestimmtes Bewegungsmotiv beschreiben; seit dem Jahr 1529, erstmalig bei dem französischen Dichter und Juristen Antonius de Arena (1500–1563), auch als Gattungsbegriff für eine bestimmte Choreographie von Tänzen. Bei diesen ist der Ablauf in den meisten Fällen durch die Aufstellung der Tänzer in einer offenen oder zum Kreis geschlossenen Kette geprägt (Reigen oder Kettentanz). In England überschneidet sich der Branle ab dem 16. Jahrhundert teilweise mit dem Begriff round und in Frankreich ab der zweiten Hälfte des 18. Jahrhunderts mit dem Begriff farandole. Spätere Überlieferungen von Volkstänzen mit den choreographischen Strukturen des Branle der Renaissancezeit sind neuere Traditionen und tragen zahlreiche andere Namen.

## Der Branle als Bewegungsmotiv
Als Name für eine Tanzbewegung erscheint der Branle in französisch-burgundischen Traktaten über Tanzformen aus der zweiten Hälfte des 15. Jahrhunderts, welche die Theorie und Praxis des Bassedanse zum Thema haben. Zusammen mit Simple, Double, Reprise (Desmarche) und Reverenz gehört die Branle-Bewegung zu den fünf Grundschritten, aus denen sich eine damalige Bassedanse nach den Regeln der so genannten mesure-Lehre zusammensetzt. Bei dem Tanzablauf einer solchen Bassedanse kommt der Branle dann jeweils am Schluss einer Mesure (eines Abschnitts). Die Beschreibung der einzelnen Schritte geht nicht sehr ins Einzelne; Margarete von Österreich schreibt hierzu in ihrem bekannten Tanzbuch beispielsweise: Le branle se doibt commencher du pie senestre et se doibt finer du pie dextre et sapelle branle pour se que on le fait en branle dun pie sur lautre (»Der Branle muss mit dem linken Fuß beginnen und endet mit dem rechten Fuß; er nennt sich Branle, weil man ihn von einem Fuß zum nächsten tanzend vollbringt«). Die zeitliche Länge eines Branle-Schritts entspricht dabei jeweils einer Note des Bassedance-Tenors. Der anführende Tänzer eines Branle war in der Regel eine hervorgehobene Person, also ein Geistlicher oder eine Staatsperson.
Als Bewegungsmotiv wird der Begriff des Branle offenbar letztmals von Thoinot Arbeau im Jahr 1589 in seiner Veröffentlichung Orchésographie et traité en forme de dialogue verwendet. Hier erscheint die Abfolge der Schritte, die für eine Bassedanse notwendig ist, recht detailliert: Le branle est appellé par Arena Congedium, & croy qu’il le nome ainsi, pource qu’a veoir le geste du danceur, il sembleroit qu’il voulust finir & prendre congé, & neantmoints aprés le bránle, il continue ses marches & mouvements, comme ils font escrits ésdits memoires: Le dit branle se faict an quattre battements de tambourin qui accompaignement quatre mesures de la chanson iouée par la flutte, en tenant les pieds ioincts, remuant les corps doucement du costé gauché pour la premiere mesure, puis du costé droit, en regardant les assistants modestement pour la deuxieme mesure, puis encore du costé gauche pour la troisieme mesure: Et pour la quatrieme mesure du costé droit, en regardant la Demoiselle d’une oeillade destobée doulcement & discretement (»Der Branle wird von Arena Congedium und anderen so genannt; dieser nennt ihn so, weil die Geste des Tänzers so verläuft, als ob er den Tanz beenden würde, aber er setzt seine Bewegungen entsprechend dem Branle so fort, wie es die aus der Erinnerung aufgeschriebenen und herausgegebenen Texte vorgeben: Der Branle erfolgt mit vier Schlägen auf das Tambourin, welches vier Takte der Melodie begleitet, die mit der Flöte gespielt werden, wobei man die Füße entsprechend setzt und den Körper langsam im ersten Takt nach links bewegt, dann nach rechts, und dabei die Anwesenden maßvoll im zweiten Takt anschaut, dann das Gleiche nochmals im gleichen Takt, und dann nach links im dritten Takt; im vierten Takt bewegt man sich nach rechts, indem man die Tänzerin verstohlen, sacht und diskret anschaut«). Die Branle-Bewegung kommt vorwiegend in der Bassedance vor; diese ist freilich laut Arbeau seit 40 bis 50 Jahren ungebräuchlich: »les basse-dances sont hors d’usage depuis quarante ou cinquante ans«. In der Tanzform branle double kann sie aber auch einen Double-Schritt nach rechts ersetzen.

## Der Branle als Tanzgattung
Für die teilweise in der Literatur vertretene Ansicht, dass der Branle als Tanzform volkstümlicher Herkunft sei, gibt es keinen Beleg. Vielmehr könnte hier eine Weiterentwicklung von mittelalterlichen Kreis-Reigen vorliegen, wobei die Aufstellung der Tänzer im geschlossenen Kreis überwiegt. Dadurch wird auch der soziale Aspekt der tanzenden Gemeinschaft betont. Allerdings sind deswegen die Branles einfacher und volkstümlicher als beispielsweise die choreographisch orientierten Tänze der italienischen Tanzmeister aus dem 15. und 16. Jahrhundert, bei denen nur wenige, solistisch tanzende Paare auftreten und der dazu gehörige repräsentative Aspekt bei der Komposition berücksichtigt ist.
Antonius de Arena beschreibt in seinem Traktat Ad suos compagnos studiantes aus dem Jahr 1529 zweierlei Arten von Branles, den branlus duplus und den branlus simplus (französisch branles simples, „einfache Branles“), wobei hier die Bewegung vor- und rückwärts erfolgt, während diese bei Arbeau und neueren Überlieferungen überwiegend seitlich getanzt werden. Bei Arena werden darüber hinaus auch branlos decopatos erwähnt, die vermutlich den branles coupés bei Arbeau entsprechen. Aus der schon erwähnten Veröffentlichung Orchésographie von Arbeau stammen auch die wichtigsten Informationen über die choreographische und musikalische Struktur der Branles, wobei zu berücksichtigen ist, dass sie keinem höfischen Bereich entstammen, sondern aus dem bürgerlich-provinziellen Milieu der Kleinstadt Langres. Es werden hier 23 verschiedene Typen von Branles und die Gavotte beschrieben, die von ihm als Suite aus verschiedenen Branles dargestellt wird. Nach Arbeau setzt sich eine solche Branle-Suite in seiner Heimatstadt Langres jeweils aus zehn Branles zusammen. Die folgenden dreizehn Branles stammten überwiegend aus verschiedenen Regionen Frankreichs:

branle double – branle simple – branle gay – branle de Bourgogne oder de Campaigne – branle de Hault Barrois – branle couppé nômé Cassandre – branle couppé appellé Pinagay – branle couppé Charlotte – branle couppé appellé Aridan – branle de Poictou – branle d’Ecosse – triory de Bretagne.

Von älteren Tänzern wurde dabei mehr der Branle double und Branle simple verwendet, von den jung Verheirateten der Branle gay (von gay, französisch für ‚sorglos, heiter‘) und von den Jüngsten der Branle de Bourgogne. Aus den ersten vier hier aufgezählten Tänzen wurde im Regelfall eine Suite zur Eröffnung von Festen gebildet, wobei die Branles coupés durch ihre unregelmäßigen rhythmischen und choreographischen Formen auffallen; sie werden meistens durch eine Aneinanderreihung von Double- und Simple-Schritten und einige charakteristische Sprünge zusammengestellt. In der Beschreibung von Thoinot Arbeau folgen anschließend einige Branles mit stilisierten pantomimischen Bewegungen (branles morguez):

branle de Malte – branle di lavandieres – branle des pois – branle des hermites – branle du chandelier oder de la torche – branle des sabots – branle des chevaux.

Die pantomimisch orientierten Branles, die für Feste oder Maskeraden geschrieben wurden, gelangten teilweise zu einer solchen Beliebtheit, dass sie in die Gesellschaftstänze aufgenommen wurden, wobei einige von ihnen, beispielsweise der branle de Malte, laut Arbeau ursprünglich einem Ballett (ballett de cour) entnommen wurden. In dem Tanzspiel branle de la torche, der mit den Schritten der Allemande getanzt wurde, wird mit der Weitergabe eines Leuchters oder einer Fackel an den nächsten Tänzer ein Partnerwechsel herbeigeführt. Die letzten drei bei Arbeau beschriebenen Branles erfordern andere Aufstellungen: Der branle de montarde eine Gassenform, der branle de la haye eine Hecke und der branle l’official eine paarweise Aufstellung, um damit eine Hebefigur zu ermöglichen.
Weil sich die Musik der Branles nach dem choreographischen Ablauf richtet und unregelmäßige Längen des Tanzablaufs sich in der Musik wiederfinden, empfiehlt Arbeau den Tänzern, die Melodien speziell der branles coupés auswendig zu lernen. In der Erörterung der Musik zu Bassedanse weist er auch auf die seit 1530 gedruckten Tanzmusik-Sammlungen von Pierre Attaingnant hin, die neben anderen Tänzen auch zahlreiche Branles enthalten. Außer von Attaingnant sind auch von N. Du Chemin vier- und fünfstimmige Branles herausgegeben worden. Darüber hinaus gibt es die folgenden wichtigen Sammlungen mit Branles: das Löwener Tanzbuch aus dem Jahr 1571, das Antwerpener Tanzbuch von Pierre Phalèse dem Älteren und dem Jüngeren (1583), das Buch Terpsichore Musarum von Michael Praetorius mit 70 Branles und Gavotten (Wolfenbüttel 1612) sowie von William Brade die gedruckte Ausgabe Newe ausserlesene liebliche Branden, Intraden, Mascheraden (Hamburg / Lübeck 1617). Außerdem haben Guillaume Dumanoir und die Brüder Brulart (Kasseler Handschrift 1664) dem Branle in der instrumentalen Suite einen bevorzugten Platz eingeräumt. Von den französischen Komponisten von Branles sind besonders Claude Gervaise, Jean d’Estrée und Estienne du Tertre bekannt geworden.
Hörbeispielⓘ – 'Branle gay', ein Branle „im lebhafteren Dreiertakt (für junge Eheleute)“, aus den Tanzbüchern von Pierre Attaingnant.
Bei den in den Quellen erwähnten, in Italien getanzten brandi ist die von Cesare Negri veröffentlichte Sammlung von brando-Choreographien Le gratie d’amore (Mailand 1602) zu erwähnen; hier zeigt nur der brando de cales für drei Damen und drei Herren Teile des Branle, nämlich das Durchfassen der Hände in Kreisaufstellung. Negri weist darauf hin, dass der brando gelegentlich auch als theatralischer Tanz vorkommt. Die letzte wesentliche Quelle aus Frankreich, die Apologie de la danse von François de Lauze aus dem Jahr 1623, beinhaltet auch Tanzbeschreibungen von Branles. Am französischen Hof wurde zu dieser Zeit eine Branle-Suite aus sechs Teilen getanzt:

branle simple – branle gay – branle de Poictou – branle double de Poictou – cinquiéme branle – gavotte.

Die jeweiligen Schrittfolgen sind hier, außer für die Gavotte, recht genau beschrieben, nur fehlen die dazu gehörigen Melodien. Die Anordnung der Suiten bei Lauze entspricht der in der Veröffentlichung Harmonie universelle von Marin Mersenne (Paris 1636/37). Der bei Lauze beschriebene Stil der Bewegung zeigt bereits einen erheblichen Unterschied zu dem, wie er bei Arbeau beschrieben ist, und nähert sich der barocken Form, wie sie ab 1700 in vielen Quellen zu finden ist. Bei der Gavotte gibt es nach Lauze große regionale Unterschiede bezüglich Melodien, Schritten und Figuren, die untereinander kaum Ähnlichkeiten aufweisen. Laut Mersenne begann ein Ball gewöhnlich mit einer sechsteiligen Branle-Suite, worauf auch der französische Tanzmeister Pierre Rameau hinsichtlich des Zeremoniells bei Hofbällen hingewiesen hat. In der Zeit von Ludwig XIV. und Ludwig XV. wurden zur Eröffnung von Bällen ein branle à mener und eine Gavotte getanzt. Als Weiterentwicklung wird im Jahr 1705 von Raoul Auger Feuillet ein einfacher Branle für zwei einander gegenüber stehende Paare mit dem Namen Cotillon beschrieben – sehr wahrscheinlich der Beginn der später weit verbreiteten Cotillons in Vierpaar-Aufstellung. Nach 1750 und im 19. Jahrhundert ist der Branle aus dem Gesellschaftstanz verschwunden. Eine Variante davon mit dem Namen farandole (branleartige Kettentänze) wurde im Jahr 1789 während der Französischen Revolution dazu verwendet, um eine klassenlose Gesellschaft zu bekunden.
Um die Wende zum 20. Jahrhundert begannen einige Tanzlehrer im deutschsprachigen Raum (beispielsweise W. K. von Jolizza in Wien 1903) damit, einzelne Branles zu rekonstruieren, um so das bestehende Tanz-Repertoire zu erweitern; darüber hinaus erfolgte hier die Rezeption lange Zeit auf der Basis der manchmal etwas unzuverlässigen Übersetzung von Albert Czerwinski (1878). Erst in neuerer Zeit ist mit der Faksimile-Ausgabe von Arbeaus Werken und anderen Quellen der Tanzgeschichte ein sorgfältigeres Verständnis des Branle in Gang gekommen.
Musikbeispiel 1, Branle de Bourgogne von Claude Gervaise:
Musikbeispiel 2, Branle de Poitou von Claude Gervaise:

## Neuere Traditionen im Volkstanz
Bis heute sind im französischen Volkstanz unter dem Namen Branle Kreistänze überliefert, die in ihrer Struktur an die Beschreibungen von Arbeau erinnern. Neue Choreographien und Kompositionen gehen unter anderen auf Danyèle Besserer und Gilles Péquinot der elsässischen Gruppe Au Gré des Vents zurück. Weitere fachbezogene Studien aus der zweiten Hälfte des 20. Jahrhunderts haben außerdem gezeigt, dass Arbeau speziell im branle double und dem branle simple Formen überliefert, die in strukturellen Varianten und verschiedenen Ausprägungen auch in Südost-Europa und Nordeuropa vorkommen und lediglich andere Namen tragen. In Katalonien wird er sardana, in Serbien und Kroatien kolo, in Rumänien hora, in Südfrankreich farandole und in Nordfrankreich außer branle auch ronde genannt. Zu den Formen, die dem branle simple ähnlich sind, wird meist gesungen, oft lange Balladen, in Skandinavien (speziell auf den Färöer-Inseln) erzählende Tanzlieder mit bis zu 300 Strophen. Viele Kettentanz-Formen im deutschen Sprachraum beschränken sich auf Kindertänze, während hiervon bei den Tänzen von Erwachsenen nur noch geringe Reste erhalten geblieben sind. In der Bretagne werden heute noch viele Tänze tradiert, die eine enge Verwandtschaft zu den branle double und branle simple aufweisen. Vor allem bei Tänzen aus der Klasse An Dro oder Hanter-dro ist die Verwandtschaft zu den Branles deutlich zu erkennen.

## Ausgaben (Auswahl)
- Hans Dagobert Bruger (Hrsg.): Pierre Attaingnant, Zwei- und dreistimmige solostücke für die Laute. Möseler, Wolfenbüttel / Zürich 1926, S. 2, 7, 8–10, 15, 32–34 (drei Branles Poictou, drei Branles gay und ein Branle »Sil est a ma poste«).
- Keiji Makuta: 51 selections for Lute in renaissance era, arranged for guitar. Zen-On, Tokyo 1969, ISBN 4-11-238540-4, S. 66–67 (Branles de village), S. 68 f. (Branles de la Comemuse).
- Adalbert Quadt (Hrsg.): Gitarrenmusik des 16.–18. Jahrhunderts, herausgegeben nach Tabulaturen. Band 1–4, Deutscher Verlag für Musik, Leipzig 1970 ff., 2. Auflage ebenda 1975–1984, Band 1, S. 7–11 (Branles und Branles de Bourgogne aus Hortulus Cytharae, 1570); sowie Lautenmusik aus der Renaissance. Nach Tabulaturen hrsg. von Adalbert Quadt. Band 1 ff. Deutscher Verlag für Musik, Leipzig 1967 ff.; 4. Auflage ebenda 1968, Band 2, S. 47–52 (Vier Branles de village von Jean Baptiste Besarde, anonymer Branle um 1600 mit Variation, sechs Branles von Antoine Francisque [zweimal Branle simple, zweimal Branle gay, ein Branle de Poitou und ein Branle simple de Poitou] und ein Branle engleterre von Joachim van den Hove).
- Frederick Noad: The Renaissance Guitar (= The Frederick Noad Guitar Anthology, Teil 1), Ariel Publications, New York 1974; Neudruck: Amsco Publications, New York/London/Sydney, UK ISBN 0-7119-0958-X, US ISBN 0-8256-9950-9, S. 24 (Branle gay von Jean Baptiste Besard) und S. 30 (Branle de Bourgogne von Adrien le Roy).
- Konrad Ragossnig: Handbuch der Gitarre und Laute. Schott, Mainz 1978, ISBN 3-7957-2329-9, S. 105.